# Friedrich von Trotha (General, 1812)
Friedrich August von Trotha (* 23. Mai 1812 in Hecklingen; † 23. November 1868 in Berlin) war ein preußischer Generalmajor und Ehrenritter des Johanniterordens.

## Leben

### Herkunft
Friedrich war ein Sohn von Friedrich Lebrecht von Trotha (1770–1833) und dessen Ehefrau Anna, geborene von Krosigk. Sein Vater war herzoglich anhaltinischer Kammerherr, Domherr zu Merseburg und Herr auf Hecklingen.

### Militärkarriere
Trotha besuchte das Berliner Kadettenhaus, wurde am 29. Juli 1829 dem 8. Kürassier-Regiment der Preußischen Armee überwiesen und avancierte Mitte Juli des Folgejahres zum Sekondeleutnant. 1832/33 war er zur Lehr-Eskadron kommandiert, stieg Mitte Januar 1846 zum Premierleutnant auf und war von Ende März bis Anfang August 1847 als Eskadronführer zur Dienstleistung beim 31. Landwehr-Regiment in Sangerhausen kommandiert. Unter Beförderung zum Rittmeister erfolgte am 14. Dezember 1848 seine Ernennung zum Eskadronchef. Als Major wurde Trotha am 19. Februar 1857 etatsmäßiger Stabsoffizier im 3. Kürassier-Regiment. Während der Mobilmachung anlässlich des Sardinischen Krieges war er 1859 Kommandeur des mobilen 3. schweren Landwehr-Reiter-Regiments. Am 12. Mai 1860 wurde Trotha als Führer des 4. kombinierten Ulanen-Regiments kommandiert und mit der Etatisierung des Verbandes am 1. Juli 1860 zum Regimentskommandeur ernannt. Er stieg bis Mitte März 1863 zum Oberst auf und erhielt im Januar 1864 anlässlich des Ordensfestes den Roten Adlerorden III. Klasse mit Schleife. Unter Stellung à la suite seines Regiments wurde Trotha am 25. Juni 1864 zum Kommandanten von Neiße ernannt. In dieser Stellung erhielt er am 20. September 1866 den Charakter als Generalmajor. Unter Verleihung des Kronenordens II. Klasse wurde Trotha am 11. Mai 1867 mit der Pension eines Regimentskommandeurs für 40-jährige Dienstzeit zur Disposition gestellt.

### Familie
Trotha hatte sich am 6. Oktober 1836 in Coburg mit Klara Bianka Wedeline von Carlowitz (1815–1896) verheiratet. Aus der Ehe gingen folgende Kinder hervor:
- Anna (1837–1839)
- Johanna (1840–1866)
- Friedrich Lebrecht (1841–1914), preußischer Generalmajor
- Thilo Ernst (1846–1890), preußischer Major und Bataillonskommandeur im Infanterie-Leib-Regiment „Großherzogin“ (3. Großherzoglich Hessisches) Nr. 117 ⚭ Henriette, geb. Baronin Nolde (* 1852)
- Klara Mathilde Therese (* 1849)